# Lill-Njallajaure
Lill-Njallajaure är en sjö i Jokkmokks kommun i Lappland och ingår i Råneälvens huvudavrinningsområde.